# Erna Westenberger
Erna Westenberger (* um 1908 in Frankfurt am Main) ist eine deutsche Sängerin (Mezzosopran) und Gesangslehrerin.

## Leben
Westenberger besuchte das Hoch’sche Konservatorium in Frankfurt am Main.
1931 war sie unter Max Reinhardt am Berliner Schauspielhaus als Nicklaus an den Aufführungen von Hoffmanns Erzählungen beteiligt. 1933 begann sie ihre Bühnenkarriere am Stadttheater Würzburg. Von 1935 bis 1940 war sie an der Deutschen Opern Berlin tätig. 1940 wechselte sie an das Stadttheater Halle/Saale. Von 1947 bis 1955 wirkte sie an der Oper Leipzig, wo sie ihren künstlerischen Höhepunkt haben sollte. Sie sang verschiedene Partien u. a. in Carmen (Carmen), Ring (Erda), Elektra (Klytämnestra), Aida (Amneris), Don Carlos (Eboli), Maskenball (Ulrika), Rosenkavalier (Annina), Fledermaus (Orlowsky) und Jenůfa (Küsterin). Außerdem erhielt sie den Ehrentitel eines Kammersängers. 1953 war sie an der Uraufführung der Bush-Oper Wat Tyler beteiligt. Durch Vermittlung ihrer ehemaligen Schülerin Anny Schlemm ging sie 1955 nach Westdeutschland an die Oper Frankfurt. 1956 beendete sie aus gesundheitlichen Gründen ihre aktive Gesangskarriere und war nur noch als Gesangslehrerin tätig. Zu ihren Schülern gehörten u. a. Anny Schlemm, Christine von Widmann, Philine Fischer, Hans Peter Blochwitz, Christiane Oelze und Franz Lindauer.
Als Sängerin legte sie mehrere Rundfunk- und Schallplattenaufnahmen vor.
Westenberger ehelichte den Bassisten Georg Hruschka, der ebenfalls an den Häusern Halle/Saale und Leipzig engagiert war.

## Filme
- Die Stunde der Versuchung (Spielfilm, Deutschland 1936) – als Darstellerin der Gräfin Ceprano